# Síndrome da papoula alta
Síndrome da Papoula / Papoila Alta, em inglês o termo Tall Poppy Syndrome, ou Síndrome de Alta Exposição, descreve o fenômeno social em que pessoas de sucesso são ridicularizadas, antagonizadas, criticadas, desprezadas e/ou mesmo odiadas por se sobressaírem de seus pares.
Trata-se de uma tendência a depreciar pessoas que alcançaram uma riqueza notável e/ou destaque na vida pública. O termo "síndrome da papoila alta" remonta a um trecho da obra “Histórias” de Heródoto (484 – 425 a.C.).
Periandro, rei de Corinto, manda um mensageiro perguntar a Trasíbulo, tirano de Mileto, sobre que forma de governo ele deveria adotar para reinar com segurança. Trasíbulo recebe o mensageiro e leva-o a passear em um trigal. Durante a caminhada, o tirano vai arrancando as espigas mais altas de trigo, destruindo o que há de melhor na plantação. No fim, ele despede-se do mensageiro sem lhe dar qualquer conselho.
De volta a Corinto, o mensageiro diz a Periandro que não recebeu conselhos, relatando que o tirano Trasíbulo era insensato a ponto de destruir a sua plantação ao arrancar as espigas mais altas de trigo. Nesse instante, Periandro compreendeu o significado da destruição das melhores plantas. Ele entendeu que Trasíbulo o aconselhava a eliminar os cidadãos de maior influência de Corinto. A partir de então, aqueles que se destacavam eram mortos ou expulsos do reino.
Lívio (59 a.C. – 17 d.C.), em seu livro de história Desde a fundação da cidade, ecoa um evento de estrutura semelhante, sobre Lúcio Tarquínio Soberbo (535-496 a.C.), último rei da Roma antiga, questionado de paralela forma por seu filho Sexto Tarquinio, sobre como lidar com o seu domínio sobre os municipes de Gabii, hoje em Monte Compatri, nesta história já figurando explicitamente papoilas, e resultando em desfecho semelhante.
Alguns sociólogos, notadamente Max Weber (1864-1920), acreditam que, em certos grupos sociais, a aquisição de prestígio e poder é um jogo de soma zero, e tais situações podem proporcionar uma racionalização para a aversão às “papoulas altas”. O estatuto social é um valor relativo; então, para alguém se elevar em estatuto, outra pessoa deve cair. Este princípio de "o vencedor leva tudo" observa-se predominantemente em pequenos grupos com hierarquias fixas de grande desigualdade de recursos e poder social, tais como comunidades pobres e gangues de rua.
Um conceito relacionado é o da mentalidade de caranguejo.